# GiveDirectly
GiveDirectly — некоммерческая организация, работающая в Восточной Африке, которая помогает семьям, живущим в условиях крайней нищеты, путем предоставления им безусловных денежных переводов через мобильный телефон. GiveDirectly передает средства людям в Кении, Уганде и Руанде.

## История
GiveDirectly основана на принципе круга благотворителей Полом Нихаусом, Майклом Фэй, Рохитом Ванчу и Джереми Шапиро, студентами Массачусетского технологического института и Гарварда, на основе их исследований в области благотворительности. В 2012 году они организовали свою деятельность создав организацию GiveDirectly.
В декабре 2012 года GiveDirectly получила премию Global Impact Award в размере 2,4 млн долларов от Google. В июне 2014 года основатели анонсировали планы по созданию коммерческой технологической компании, Segovia, для повышения эффективности денежных переводов в развивающихся странах. 
В августе 2015 года GiveDirectly получили грант в размере 25 млн долларов от Good Ventures.
В апреле 2016 года GiveDirectly объявили об инициативе на 30 млн долларов для проверки универсального базового дохода, чтобы попытаться навсегда покончить с нищетой в деревнях Кении, гарантируя им постоянный доход для удовлетворения их основных потребностей, и в случае успеха расширить эту инициативу на другие бедствующие регионы. Эта инициатива была запущена в ноябре 2017 года и рассчитана на 12 лет.
В 2017 года компания впервые испытала свою модель в США для распределения средств пострадавшим от урагана Харви.

## Мероприятия

### Денежные переводы
GiveDirectly распределяет денежные переводы в крайне бедные семьи в Восточной Африке, используя сквозную электронную систему мониторинга и оплаты. Их процесс следует четырём шагам:
- Таргетинг: во-первых, GiveDirectly находит бедные деревни, используя общедоступные данные переписи. Затем GiveDirectly отправляет сотрудников на места от двери до двери для сбора данных и регистрации получателей.
- Аудит: GiveDirectly использует независимые проверки, чтобы убедиться, что получатели имеют право на участие, и не платили взятки, включая проверку состояния, проверку изображения и проверку целостности данных.
- Передача: Получателям предоставляется мобильный телефон. Примерно $ 1000 передается получателям с использованием электронных мобильных платежных систем примерно в три платежа. Как правило, получатели получают SMS-оповещение, а затем собирают наличные деньги у мобильного агента денег в своей деревне или ближайшем городе.
- Последующие действия: Наконец, благотворительная организация призывает каждого получателя проверить получение средств, проблемы с флагами и оценить обслуживание клиентов.

Средняя семья получателя живёт на 0,65 доллара США в день, получая бюджет (1000 долларов США) на один год для типичного домашнего хозяйства.

### 12 летний эксперимент с базовым доходом
В апреле 2016 года GiveDirectly объявила, что они проведут 12-летний эксперимент, чтобы проверить влияние универсального базового дохода на регион в Западной Кении.
Работая в сельской Кении, планируется провести рандомизированное контрольное исследование, сравнивающее 4 группы деревень:
- Долгосрочный базовый доход: 40 деревень с получателями, получающими примерно 0,75 доллара США (номинально) на одного взрослого в день, ежемесячно в течение 12 лет;
- Краткосрочный базовый доход: 80 деревень с получателями, получающими такую же ежемесячную сумму, но только 2 года;
- Единовременные выплаты: 80 деревень с получателями, получающими единовременный платеж, эквивалентный общей стоимости выплат краткосрочного потока;
- Контрольная группа: 100 деревень, не получающих денежные переводы.

Более 26 000 человек получат некоторый вид денежных переводов, при этом более 6000 человек получат долгосрочный базовый доход.

## Доказательства воздействия
Денежные переводы, такие как GiveDirectly, являются, пожалуй, самой сильным инструментом для борьбы с нищетой по десяткам оценок программ денежных переводов в Африке, Азии и Латинской Америке, включая как безусловные, так и условные денежные переводы. В отчете о более чем 150 исследованиях денежных переводов аналитический центр ODI писал: «данные свидетельствуют о том, насколько мощными могут быть денежные переводы по политическим инструментам, и выделяет ряд потенциальных выгод для бенефициаров». Исследование MIT из шести рандомизированных контролируемых исследований (РКИ) показывает, что бедные не перестают работать, когда получают денежные средства. Мета-исследование экономистов Всемирного банка и Стэнфорда, объединяющее десятки РКИ, было установлено, что бедные не тратят больше на алкоголь или табак, а получая деньги начинают тратить меньше.

### Самооценка
В рамках проекта самооценки, финансируемого Национальным институтом здравоохранения, для сбора доказательств их деятельности, которые можно было бы использовать для оценки их эффективности было проведено исследование. Исследование проводилось Йоханнесом Хаушофером из Принстонского университета и Джереми Шапиро, экономистом по развитию, соучредителем GiveDirectly и членом правления GiveDirectly до 2012 года. Рабочий документ был опубликован в октябре 2013 года и показал, что воздействие на 1000 долларов США распространяется на поощрение увеличения прибыли (+ 270 долларов США), активов (+ 430 долл. США) и расходов на питание (+ 330 долл. США). На долю алкоголя и табака приходилось 0 %.

## Финансирование
GiveDirectly собирает пожертвования частных доноров на своем веб-сайте и получает гранты от ряда фондов. Самым значительным партнером по финансированию организации был Good Ventures, частный фонд, основанный соучредителем Facebook Дастином Московицем и его женой, бывшим писателем Wall Street Journal Кари Туна.

## Оценки

### Отзывы пользователей
GiveDirectly был названа лучшей благотворительной компанией в рейтинге GiveWell 'top rated' каждый год за последние 7 лет: 2012; 2013; 2014; 2015; 2016; 2017; 2018.;2020

### Оценки экономистов
После опубликования оценки эффективности GiveDirectly в октябре 2013 года экономист Всемирного банка Дэвид Маккензи высоко оценил надежность дизайна исследования и четкое раскрытие исследования, но поднял следующие проблемы:
- Использование самоотчетов затрудняло интерпретацию и использование результатов (что является особенностью любого исследования, которое пыталось измерить потребление).
- Подразделение выборки во множество разных групп означало, что было меньше статистической силы, которая могла бы использоваться для четкого определения того, какая группа имеет лучшие результаты.

Крис Блаттман, блогер и научный сотрудник в области экономики развития, уделяя особое внимание рандомизированным контролируемым испытаниям, также написал в блоге исследование. Он выразил две основные оговорки:
- Эффект наблюдателя-ожидания, когда люди, которых задают вопросы, могут испытывать незначительное влияние в ответах ожиданий экспериментатора.
- Отсутствие четкого положительного эффекта на долгосрочные результаты, а также отсутствие увеличения расходов на здравоохранение и образование.

### Влияние на установление денежных переводов в качестве эталона
Джереми Шапиро, соучредитель GiveDirectly и лицо, опубликовавшее оценку воздействия GiveDirectly, утверждали, что используют денежные переводы (а точнее, безусловные денежные переводы) в качестве контрольного показателя, по которому следует оценивать другие мероприятия в области развития из-за простоты и масштабируемости денежных переводов.
- GiveDirectly был показан в истории о Национальном общественном радио в августе 2011 года; в статье Даны Гольдштейна в Атлантике в декабре 2012 года; в статье журнала Forbes Керри Долана в мае 2013 года; и в статье « Нью-Йорк таймс» в августе 2013 года.
- Удостоверяющий один из основателей Paul Niehaus был опрошен рассказ о денежных переводах в NewsHour Би-би-си в январе 2012 года, и в блоге Oxfam появился интервьюер Дункан Грин из интервьюера Дункана Грина.
- В 2013 году репортеры Planet Money Дэвид Кестенбаум и Яков Гольдштейн отправились в Кению, чтобы увидеть, как Дайдайдли в действии. Их результаты и другой критический комментарий к GiveDirectly были представлены в сегменте эпизода « Эта американская жизнь» в августе 2013 года. Последующее наблюдение было опубликовано в октябре 2013 года.
- В статье, опубликованной в The Economist о денежных переводах в октябре 2013 года, обсуждалась работа GiveDirectly в Кении . [43] Статья в Digital Journal, опубликованная в то же время, также рассмотрела работу GiveDirectly.
- В ноябре 2013 года радиоподкаст Freakonomics между Стивеном Дж. Дубнером, Дином Карланом и Ричардом Талером о борьбе с бедностью с доказательствами обсуждал GiveDirectly.
- Джулия Курния, директор прямой клиентской микрофинансовой платформы Zidisha, написала опровержение в Huffington Post в январе 2014 года, в котором критикует подход Direct Cash Transfer DirectDirectly на том основании, что он поощряет зависимость от менталитета.
- В январе 2014 года статья в The Independent обсуждала GiveDirectly и о том, что другие благотворительные организации думали о своем методе перевода денежных средств. Автор пришел к выводу: «Хотя Нихаус признает денежные переводы» не изменит все «он говорит, что хотел бы, чтобы они воспринимались как» ориентир для развития «во всем мире. Будем надеяться, что это честолюбие будет реализовано».
- В феврале 2014 года Fast Company перечислила «Дайдекайд» как четвертую в своем списке десяти самых инновационных компаний в мире, ниже «Ниццких систем», «Квадрат» и «Биткойн».
- 11 марта 2014 года Кевин Старр и Лаура Хаттендорф из Фонда Мулаго написали длинную статью в Стенфордском обзоре социальных инноваций, скептически относящуюся к достижению GiveDirectly до сих пор, заявив, что доказательств до сих пор было неподдельным, хотя, возможно, лет вниз. Они противопоставляли GiveDirectly другим благотворительным организациям, что они чувствовали себя более уверенными в приобретении: VisionSpring , KickStart и Proximity Designs. Холден Карнофски из GiveWell написал длинный ответ, в котором утверждалось, что влияние GiveDirectly было более строго установлено, и что Starr и Hattendorf использовали ошибочные показатели для оценки воздействия. Совет GiveDirectly независимо опубликовал ответ в блоге GiveDirectly. Крис Блаттман, экономист с опытом рандомизированных контролируемых испытаний, а также знание денежных переводов, также ответил на сообщение Старра и Хаттендорфа на SSIR.
- 4 июня 2015 года Нико Питни полностью включил GiveDirectly в углубленную статью для Huffington Post .
- GiveDirectly получил положительные отзывы в блоге Алекс Табаррок для блога экономики Marginal Revolution и в нескольких блогах Мэтью Иглесиаса для блога Moneybox в Slate Magazine .
- Он также получил упоминания в блоге Jacquelline Fuller для блога Harvard Business Review в блоге Майкла Клеменса для Центра глобального развития в блоге Вишну Шридхарана для Фонда Новой Америки, и в блоге Брэда Тутта для журнала Moneyland журнала Time.
- В сентябре 2015 года Роза Брукс написала в пользу денежных переводов во внешней политике, ссылаясь на модель GiveDirectly.
- В мае 2016 года, после того, как GiveDirectly объявил о своем эксперименте с базовым доходом, Рейтер написал о предстоящем судебном разбирательстве.
- В мае 2016 года Новая Республика покрыла использование денежных переводов в международной помощи с использованием GiveDirectly.
- В ноябре 2016 года NPR охватил «Эффективный альтруизм» и сыграл в своем выступлении «Ядерный подход» Дайдайтли в контексте праздничной благотворительной акции.